# Gúrskoie
Gúrskoie (en rus: Гурское) és un poble (un possiólok) del krai de Khabàrovsk, a Rússia, que el 2012 tenia 760 habitants. Pertany al districte rural de Komsomolsk na Amure.